# WTA Scottsdale
Das WTA Scottsdale (offiziell: State Farm Women’s Tennis Classic) war ein Damen-Tennisturnier der WTA Tour, das in der Stadt Scottsdale (USA) ausgetragen wurde.
Das Turnier wurde 2000 wegen Regen nicht zu Ende gespielt.

## Siegerliste

### Einzel
| Jahr                   | Siegerin                           | Finalgegnerin                      | Ergebnis                |
| ---------------------- | ---------------------------------- | ---------------------------------- | ----------------------- |
| ↓ Kategorie: Tier IV ↓ |                                    |                                    |                         |
| 1990                   | Conchita Martínez                  | Marianne Werdel                    | 7:5, 6:1                |
| 1991                   | Sabine Appelmans                   | Chanda Rubin                       | 7:5, 6:1                |
| ↓ Kategorie: Tier II ↓ |                                    |                                    |                         |
| 2000                   | Martina Hingis & Lindsay Davenport | Martina Hingis & Lindsay Davenport | Finale wurde gestrichen |
| 2001                   | Lindsay Davenport                  | Meghann Shaughnessy                | 6:2, 6:3                |
| 2002                   | Serena Williams                    | Jennifer Capriati                  | 6:2, 4:6, 6:4           |
| 2003                   | Ai Sugiyama                        | Kim Clijsters                      | 3:6, 7:5, 6:4           |

### Doppel
| Jahr                   | Siegerinnen                   | Finalgegnerinnen                  | Ergebnis                |
| ---------------------- | ----------------------------- | --------------------------------- | ----------------------- |
| ↓ Kategorie: Tier IV ↓ |                               |                                   |                         |
| 1990                   | Elise Burgin Helen Kelesi     | Sandy Collins Ronni Reis          | 6:4, 6:2                |
| 1991                   | Peanut Harper Cammy MacGregor | Sandy Collins                     | 7:5, 3:6, 6:3           |
| ↓ Kategorie: Tier II ↓ |                               |                                   |                         |
| 2000                   |                               |                                   | Finale wurde gestrichen |
| 2001                   | Lisa Raymond Rennae Stubbs    | Kim Clijsters Meghann Shaughnessy | kampflos                |
| 2002                   | Lisa Raymond Rennae Stubbs    | Cara Black Jelena Lichowzewa      | 6:3, 5:7, 7:64          |
| 2003                   | Kim Clijsters Ai Sugiyama     | Lindsay Davenport Lisa Raymond    | 6:1, 6:4                |